# HL Весов
HL Весов (лат. HL Librae), HD 127208 — двойная эллипсоидальная переменная звезда (ELL:) в созвездии Весов на расстоянии приблизительно 1079 световых лет (около 331 парсека) от Солнца. Видимая звёздная величина звезды — от +7,02m до +6,93m.

## Характеристики
Первый компонент — бело-голубой субгигант, Be-звезда спектрального класса B9IVe. Эффективная температура — около 12000 К.